# Conferencia de Presidentes de Comisión del Parlamento Europeo
La Conferencia de Presidentes de Comisión es el órgano del Parlamento Europeo que reúne a todos los presidentes de las comisiones parlamentarias permanentes y especiales de la cámara con el fin de coordinar sus actividades parlamentarias y la agenda legislativa. Entre sus miembros la Conferencia de Presidentes de Comisión elige a su presidente.
Para ello puede presentar propuestas a la Conferencia de Presidentes (órgano distinto, que reúne a los presidentes de los grupos políticos del Parlamento), y recomendaciones sobre el trabajo de las comisiones parlamentarias y sobre el orden del día de los períodos parciales de sesiones del pleno. Tiene también facultad de consejo en caso de conflicto de competencias entre las distintas comisiones, si bien su resolución definitiva corresponde a la Conferencia de Presidentes; además puede asumir funciones delegadas que le encomienden la Mesa del Parlamento o la Conferencia de Presidentes.
La Conferencia de Presidentes de Comisión se reúne una vez al mes en la sede parlamentaria de Estrasburgo, coincidiendo con los trabajos del pleno. 
- Datos: Q5782865